# 许仪后
许仪后（?—?），又名许三官，江西吉安人，明朝医生，1571年，被海盗劫至萨摩国，此后在萨摩国行医，并娶妻生子。1585年，他向岛津义久提议消灭日本海盗团伙，此后岛津义久派兵杀了海盗。丰臣秀吉统一日本后，计划进攻中国，1592年，他偷渡回国，并向朝廷提出联合朝鲜攻打日本。